# Port de Briare
Le port de Briare est un port de plaisance fluvial français situé sur le cours du canal de Briare, dans la commune de Briare, le département du Loiret et la région Centre-Val de Loire.
Le port possède l'écolabel Pavillon bleu d'Europe depuis 2008,.

## Géographie

### Situation
Le port est situé dans le bief Martinet du canal de Briare, le long de la rue des Prés-Gris, et des quais Alexis-Tchekoff et de la Trézée, dans le centre-ville de Briare et la région naturelle du Giennois.
Le port est situé à proximité de la rive Nord de la Loire, et du pont-canal de Briare auquel il est connecté via le canal latéral à la Loire.

### Accès
Pour rejoindre le port :
- Par bateau : via les canaux de Briare et latéral à la Loire ;
- Par le train : depuis la gare ferroviaire de Briare située sur la ligne reliant les gares de Moret - Veneux-les-Sablons à Lyon-Perrache ;
- Par la route : via la ligne 3 du réseau d'autocars départemental Ulys ou par la route départementale 957, la route nationale 7 ou la sortie 20 de l'autoroute A77.

## Histoire
Une rampe d'abordage est construite en 1841.
Entre 2008 et 2010, l’État français, le conseil général du Loiret, la ville de Briare et la chambre de commerce et d'industrie du Loiret investissent 1 000 000 d'euros afin d'augmenter la capacité d'accueil du port et le moderniser,.

## Économie
Depuis le 1er janvier 2010, la Lyonnaise des Eaux, filiale de l'entreprise française Suez Environnement, via une délégation de service public attribuée par l'établissement public à caractère administratif Voies navigables de France, assure l’exploitation et la gestion du port.